# Posłowie do Parlamentu Europejskiego 1969–1973
Posłowie do Parlamentu Europejskiego w latach 1969–1973 zostali mianowani przez parlamenty krajowe 6 państw członkowskich wspólnot europejskich. Kadencja rozpoczęła się 12 marca 1969 i zakończyła się 1 stycznia 1973.
Pomiędzy państwa członkowskie podzielono 142 mandaty.
Na mocy porozumienia między chadekami a socjalistami przewodniczącym PE był Mario Scelba (do 1971), a następnie Walter Behrendt.
W Parlamencie Europejskim w latach 1969–1973 powołano pięć frakcji politycznych:
- Partia Europejskich Socjalistów (SOC)
- Europejska Partia Ludowa (CD)
- Partia Europejskich Liberałów, Demokratów i Reformatorów (LD)
- Grupa Sojuszu Komunistycznego (COM)
- Niez. (NI)

## Deputowani według grup

### SOC
| Państwo    | Lista | Posłowie | Liczba |
| ---------- | ----- | --- | ------ |
| Belgia     | BSP   | André Cools, Antoon Spinoy | 2      |
|            | PS    | Fernand Dehousse, Ernest Glinne, Henri François Simonet, Hendrik Fayat | 4      |
| Francja    | SFIO  | Guy Mollet, Pierre-Olivier Lapie | 2      |
|            | PS    | Francis Vals, Georges Spénale, Claude Cheysson | 3      |
| Holandia   | PvdA  | Jaap Burger (do 29.09.1970), Siep Posthumus (do 15.09.1971), Ad Oele, Henk Vredeling | 4      |
| Luksemburg | LSAP  | Raymond Vouel, Henry Cravatte | 2      |
| RFN        | SPD   | Hans Apel (do 1970), Harri Bading (do 1970), Karl Bergmann (do 1970), Fritz Corterier (do 1970), Wilhelm Dröscher (do 1971), Ilse Elsner (do 1970), Walter Faller, Ludwig Fellermaier, Gerhard Flämig, Horst Gerlach, Herbert Kriedemann, Alwin Kulawig (do 1970), Hans Lautenschlager, Ludwig Metzger (do 1970), Wilhelm Haferkamp | 15     |
| Włochy     | PSI   | Antonio Giolitti, Lionello Levi Sandri, Francesco De Martino, Pietro Nenni, Mario Zagari | 5      |
|            | PSDI  | Mario Tanassi | 1      |
| Razem      | Razem | Razem | 38     |

### CD
| Państwo    | Lista | Posłowie | Liczba |
| ---------- | ----- | --- | ------ |
| Belgia     | cdH   | Pierre Harmel, Paul Vanden Boeynants | 2      |
|            | CD&V  | Alfred Bertrand, Victor Leemans, Gaston Eyskens | 3      |
| Francja    | MDF   | François de Menthon, Louis Terrenoine | 2      |
|            | UNR   | Maurice Couve de Murville, Michel Debré, Jacques Chaban-Delmas, Maurice Schumann, Pierre Messmer, André Malraux, Roger Frey, Jean-Marcel Jeanneney, André Bord, Jacques Chirac, Olivier Guvard | 11     |
|            | UDF   | Jean-François Deniau (do 1972), Raymond Barre, Valéry Giscard d’Estaing, Michel Poniatowski, Jean Lecanuet, Simone Veil, André Malraux, Edmond Michel, Pierre Billotte | 9      |
|            | RPF   | Michel Habib-Deloncle, Alain Peyrefitte | 2      |
| Holandia   | KVP   | Tiemen Brouwer, Flip van Campen (do 10.05.1971), Kees van der Ploeg (do 14.09.1971), Kees Raedts (do 11.02.1970), Wim Schuijt | 5      |
|            | ARP   | Jaap Boersma (do 6.07.1971), Kees Boertien (do 6.07.1971) | 2      |
|            | CHU   | Corstiaan Bos | 1      |
| Luksemburg | CSV   | Pierre Werner | 1      |
| RFN        | CDU   | Helmut Artzinger, Fritz Burgbacher, Arved Deringer (do 1970), Hans Dichgans (do 1970), Hans Furler, Karl Hahn (do 1970), Joseph Illerhaus (do 1970), Hans-Jürgen Klinker, Aloys Lenz (do 1970), Walter Löhr, Josef Müller, Hans Richarts, Clemens Riedel, Gerd Springorum                                           | 14     |
|            | CSU   | Heinrich Aigner, Stefan Dittrich, Hans August Lücker, Linus Memmel | 4      |
| Włochy     | DC    | Mario Scelba (do 1971), Franco Maria Malfatti, Lorenzo Natali, Edoardo Martino, Mariano Rumor, Mario Pedini, Paolo Emilio Taviani, Aldo Moro, Angelo Salizzoni, Emilio Colombo, Giulio Andreotti, Giuseppe Medici, Luigi Granelli, Francesco Cattanei, Arnaldo Forlani, Franco Foschi, Luciano Radi, Giovanni Leone | 18     |
|            | SVP   | Karl Mitterdorfer | 1      |
| Razem      | Razem | Razem | 75     |

### LIB
| Państwo    | Lista | Posłowie                                            | Liczba |
| ---------- | ----- | --------------------------------------------------- | ------ |
| Belgia     | PLP   | Willy De Clercq                                     | 1      |
| Holandia   | VVD   | Jan Baas, Cees Berkhouwer                           | 2      |
| Luksemburg | DP    | Eugène Schaus, Gaston Thorn                         | 1      |
| RFN        | FDP   | Ernst Achenbach, Adolf Mauk (do 1970), Heinz Starke | 3      |
| Francja    | RI    | Raymond Marcellin                                   | 1      |
| Włochy     | PRI   | Ugo La Malfa, Adolfo Battaglia                      | 2      |
| Razem      | Razem | Razem                                               | 11     |

### COM
| Państwo | Lista | Posłowie                                     | Liczba |
| ------- | ----- | -------------------------------------------- | ------ |
| Włochy  | PCI   | Altiero Spinelli (do 1970), Giorgio Amendola | 2      |
| Razem   | Razem | Razem                                        | 2      |

### NI
| Państwo    | Lista       | Posłowie | Liczba |
| ---------- | ----------- | --- | ------ |
| Belgia     | bezpartyjny | Albert Coppé, Étienne Davignon                                                                                                   | 2      |
| Francja    | bezpartyjny | Edgard Pisani, Jean Sauvagnargues, Louis de Guiringaud, Henri Rey, Machel Joleert, André_Malraux                                 | 5      |
| Luksemburg | bezpartyjny | Albert Borschette (do 1970) | 1      |
| Włochy     | bezpartyjny | Carlo Scarascia-Mugnozza, Guido Colonna di Paliano, Dionigi Coppo, Alberto Bemporad, Giovanni Elkan, Cesare Bensi, Giorgio Oliva | 7      |
| Razem      | Razem       | Razem | 16     |

## Zmiany deputowanych
Francja
| - François-Xavier Ortoli (UDR, od 1970) |

Holandia
| - Jan Broeksz (PvDa, od 16 XI 1970) - Max van der Stoel (PvDa, od 22.09.1971) - Marius van Amelsvoort (KVP, od 9.03.1970 do 13 września 1971) - Joep Mommersteeg (KVP, od 22.09.1971) | - Harrij Notenboom (KVP, od 22.09.1971) - Jan de Koning (ARP, od 22.09.1970) - Maarten Engwirda (D66, od 22.09.1970) |

Niemcy (RFN)
| - Rudi Adams (SPD, od 1970) - Klaus Dieter Arndt (SPD, od 1971) - Walter Behrendt (SPD, od 1971) - Hermann Haage (SPD, od 1970) - Udo Hein (SPD, od 1970 do 1971) - Hans Edgar Jahn (CDU, od 1970) - Gerhard Koch (SPD, od 1970) - Erwin Lange (SPD, od 1970) - Siegfried Meister (CDU, od 1970) | - Elisabeth Orth (SPD, od 1970) - Wolfgang Schwabe (SPD, od 1970) - Hermann Schwörer (CDU, od 1970) - Gerhard Reischl (SPD, od 1971) - Horst Seefeld (SPD, od 1970) - Hellmut Sieglerschmidt (SPD, od 1972) - Rudolf Werner (CDU, od 1970) - Erich Wolfram (SPD, od 1970) |

## Przewodniczący grup
- SOC: Francis Vals
- CD: Hans August Lücker
- COM: Altiero Spinelli (do 1970), Giorgio Amendola

## Rozkład mandatów według państw i grup (na koniec kadencji)
| Grupa poselska Państwo członkowskie | SOC | CD | LIB | COM | Niez. | Razem |
| Belgia                              | 6   | 5  | 1   |     | 2     | 14    |
| Francja                             | 5   | 24 | 1   |     | 6     | 36    |
| Holandia                            | 4   | 8  | 2   |     |       | 14    |
| Luksemburg                          | 2   | 1  | 2   |     | 1     | 6     |
| Niemcy                              | 15  | 18 | 3   |     |       | 36    |
| Włochy                              | 6   | 19 | 2   | 2   | 7     | 36    |
| Unia Europejska                     | 38  | 75 | 11  | 2   | 16    | 142   |